# アリー・マッコイスト
アリー・マッコイスト MBE（Alistair Murdoch McCoist, 1962年9月24日 - )は、スコットランド・ベルズヒル出身の元サッカー選手で指導者。現役時代のポジションはFW。

## 経歴
スコットランド代表として1990年ワールドカップと2度の欧州選手権に出場。1986年にオランダとの親善試合で代表デビュー、1996年の欧州選手権ではスイスとの対戦で1得点を挙げた。通算成績は61試合19得点。1998年のワールドカップメンバーからは落選した。
キャリアの殆どをレンジャーズFCで過ごし、通算得点数は350得点を超え、チームの歴代最多ゴール記録を保持している。ヨーロッパ・ゴールデンシューも2度獲得した。引退後レンジャーズの監督を務めていた。

## タイトル
- レンジャーズ
  - スコティッシュ・プレミアリーグ : 1986–87, 1988–89, 1989–90, 1990–91, 1991–92, 1992–93, 1993–94, 1994–95, 1995–96, 1996–97
  - スコティッシュカップ : 1991-92
  - スコティッシュリーグカップ : 1983–84, 1984–85, 1986–87, 1987–88, 1988–89, 1990–91, 1992–93, 1993–94, 1996–97

- 個人
  - ヨーロッパ・ゴールデンシュー : 1991–92, 1992–93
  - スコティッシュ・プレミアリーグ得点王 : 1986, 1992, 1993
  - スコティッシュ・プレミアリーグ2部得点王 : 1981
  - UEFAチャンピオンズカップ得点王 : 1987-88
  - スコットランド・サッカー記者協会年間最優秀選手賞 : 1992
  - スコットランドPFA年間最優秀選手賞 : 1991-92
  - スコットランドサッカーの殿堂
  - レンジャーズFCの殿堂